# Bomberman (videojuego)
Bomberman (ボンバーマン Bonbāman?) es un videojuego de estilo arcade-estratégico desarrollado por Hudson Soft. El juego original  Bomber Man (爆弾男 Bakudan Otoko?) fue lanzado en 1983 para MSX, NEC PC-8801, NEC PC-6001, Sharp MZ-700 y FM-7 en Japón. En 1984 se lanzó una versión censurada del juego específicamente para MSX y ZX Spectrum en Europa bajo el título Eric and the Floaters.
Tuvo una secuela en Japón conocida como 3-D Bomberman, en la que el personaje recorre el laberinto en primera persona. En 1985 fue rediseñado y adaptado para Family Computer. Este juego es el primero de la saga Bomberman y dio lugar a una serie de secuelas basadas en su propio sistema de juego.

## Sistema de juego
El personaje Bomberman es un hombre—un robot en la versión para NES—que debe atravesar un laberinto al tiempo que evita a diversos enemigos. Las puertas que conducen a otras salas del laberinto se encuentran bajo rocas que Bomberman debe destruir con bombas. Hay objetos que pueden ayudar a mejorar las bombas de Bomberman, como la habilidad de fuego, que mejora el alcance de las explosiones de las bombas. Bomberman se vuelve humano cuando escapa y llega a la superficie. Cada partida tiene 50 niveles distintos. La versión original para computadora presenta un sistema de juego más básico y distintas reglas.

## Adaptaciones mejoradas y relanzamientos
Una de las versiones más populares fue la de Nintendo Entertainment System, publicada el 19 de diciembre de 1985 en Japón y en enero de 1989 en Norteamérica. Esta versión fue adaptada retroactivamente a MSX bajo el nombre de Bomberman Special. La apariencia de Bomberman en este juego (Hudson Soft reutilizó el aspecto de un enemigo de su propia adaptación del juego Lode Runner de Brøderbund, lanzada para Famicom/NES en 1984) es una versión temprana del famoso diseño de Bomberman, un personaje robótico con una antena rosa. El juego también fue lanzado para Game Boy como el modo "Game B" del juego Atomic Punk. En 2004 el juego fue relanzado para Game Boy Advance formando parte de la serie de juegos NES Classics. Además fue publicado ese mismo año para N-Gage.
Una recreación del juego fue publicada también para Sony PlayStation, titulada simplemente como Bomberman en Japón y Europa pero renombrada como Bomberman Party Edition en EE. UU. Esta versión presenta una adaptación de la versión original del modo "un jugador" así como una versión revisionada y actualizada con gráficos prerenderizados en 3D y sonido más moderno. El sonido y gráficos actualizados fueron también usados para el apartado multijugador del juego.